# Branden i Parlamentshuset 16 oktober 1834
Branden i Parlamentshuset 16 oktober 1834 (engelska: The Burning of the Houses of Lords and Commons, October 16, 1834) är benämningen på två oljemålningar av den engelske konstnären William Turner. Den första målades 1834–1835 och ingår sedan 1928 i Philadelphia Museum of Arts samlingar och den andra målades 1835 och är sedan 1942 utställd på Cleveland Museum of Art. Båda målningarna mäter 92 cm på höjden och 123 cm i bredd.
Målningarna skildrar den stora branden i Westminsterpalatset natten den 8 oktober 1834. Där huserade såväl brittiska parlamentets överhus som underhus. Liksom tiotusentals andra Londonbor bevittnade Turner brandkatastrofen på plats från Themsens södra strand. Byggnaden brann ner till grunden och dagens nygotiska parlamentshus uppfördes fjorton år senare. Turner målade även ett stort antal akvareller av samma motiv. 
Philadelphiaversionen avbildar branden från andra sidan Themsen med Westminster Bridge i högra kanten. Flammorna har tagit över Saint Stephen's Hall, i bakgrunden syns Westminster Abbeys tvillingtorn som skadades i branden, men kunde räddas. Clevelandversionen visar branden från ett utsiktspunkt nedströms, i närheten av Waterloo Bridge.